# Polizeiruf 110: Tote erben nicht
Tote erben nicht ist ein deutscher Kriminalfilm von Jan Růžička aus dem Jahr 2000. Es ist die 223. Folge innerhalb der Filmreihe Polizeiruf 110 und der 14. Fall für die halleschen Kommissare Schmücke und Schneider.

## Handlung
Nach einem tödlichen Verkehrsunfall, dessen Hergang nicht ganz eindeutig ist, ermitteln die Kommissare Schmücke und Schneider. Guido Fürst war mit seinem Transporter einen Abhang hinuntergestürzt und offensichtlich schon vor dem Unfall tot. Der Mann lebte von Entrümpelungen, Haushaltsauflösungen und Kurierfahrten, die ihn bis Ungarn führten. Aufgrund gefundener Kfz-Teile, die auf Produktpiraterie schließen lassen, gerät der vorbestrafte Lindner ins Visier, für den Fürst zuletzt gefahren war.
Noch ganz am Anfang ihrer Ermittlungen werden die Kommissare von Waltraud Mengelmann aufgesucht, die behauptet, dass ihre Zwillingsschwester ermordet worden sei. Obwohl sie laut Totenschein an einem Herzinfarkt starb, ist Waltraud felsenfest davon überzeugt, dass es Mord war und erwartet, dass sich die Polizei der Sache annimmt. Sie bezichtigt Ina Kowalski, die testamentarisch bedacht werden soll und die Pension ihrer Schwester führte. Da Waltraud Mengelmann spürt, dass die Polizei sie nicht ernst nimmt, nimmt die alte Dame die Sache selber in die Hand. Sie kauft sich eine Videokamera und eine leistungsstarke Wanze, damit sie die Untermieterin abhören kann.
Zufällig liegt die Pension der verstorbenen Ortrud Watzke genau gegenüber von Lindners Werkstatt. Schmücke mietet sich dort ein Zimmer, um Lindner rund um die Uhr überwachen zu können. Als Waltraud Mengelmann den Kommissar bemerkt, ist sie davon überzeugt, dass er ihretwegen ermittelt. Schmücke wird hellhörig, als er feststellt, dass auch Lindner im Testament bedacht wird. Er sollte das Grundstück erben, auf dem er seine Werkstatt hat. Watzke wollte ihr Testament zu Gunsten ihrer Schwester ändern, was durch den Todesfall nun nicht zustande kam. Nachdem Mengelmann bemerkt, dass sich Lindner im Visier des Kommissars befindet, überwacht auch sie ihn. Als sie bei ihren Aufnahmen mit anhört, dass Lindner im Streit seinen Lieferanten Guido Fürst erschlagen hat, erleidet sie vor Schreck einen Herzanfall. Da sich auch Schmücke und Schneider die Aufnahmen ansehen, nehmen sie Lindner fest.
Aufgrund von Waltraud Mengelmanns Anzeige wird ihre Schwester exhumiert und der Gerichtsmediziner stellt tatsächlich eine Substanz fest, die einen Herzinfarkt auslösen kann. Sie hat das Medikament regelmäßig eingenommen, aber jemand hat es gegen eins in höherer Dosierung ausgetauscht.
Lindner gesteht aufgrund der Beweislage den Totschlag an Fürst, leugnete jedoch Frau Watzke etwas angetan zu haben. Zufällig findet Schmücke heraus, dass die überdosierten Tabletten eigentlich für Waltraud Mengelmann gedacht waren. Als Nutznießer ihres vorzeitigen Ablebens kommt Rechtsanwalt und Verwalter Stahnke in Betracht, der auch ihre Stiftung leitet. Sie stellt ihm eine Falle und ahnt nicht, dass nicht er, sondern dessen Freundin, die Physiotherapeutin Fiedler, hinter dem Mordkomplott steckt. In letzter Minute können Schmücke und Schneider Waltraud Mengelmann retten und Fiedler festnehmen.

## Hintergrund
Tote erben nicht wurde „Polyphon Leipzig Film- und Fernseh GmbH“ im Auftrag des MDR produziert und am 19. November 2000 im Ersten zur Hauptsendezeit erstmals ausgestrahlt.

## Kritik
Die Kritiker der Fernsehzeitschrift TV Spielfilm vergaben eine mittlere Wertung (Daumen zur Seite) und befand: „Bodenständig, aber ein bisschen dröge“.